# 多博希夫卡
49°46′40″N 23°11′59″E / 49.77778°N 23.19972°E
多博希夫卡（烏克蘭語：Добощівка），是烏克蘭西部的村莊，隸屬利維夫州的亞沃里夫區。該村始建於1947年，面積0.15平方公里，海拔高度241米，2001年人口28，人口密度每平方公里184.21人。